# Winnie l'ourson dans le vent
Pour plus de détails, voir Fiche technique et Distribution.
 Winnie l'ourson dans le vent (Winnie the Pooh and the Blustery Day) est un moyen-métrage d'animation des studios Disney sorti en 1968.
Basé sur les personnages d'Alan Alexander Milne créés en 1926, c'est le second film consacré à Winnie l'ourson. Il sera repris en 1977 avec deux autres courts métrages, Winnie l'ourson et l'Arbre à miel (1966) et Winnie l'ourson et le Tigre fou (1974), pour constituer le long-métrage Les Aventures de Winnie l'ourson.
Ce fut le dernier court métrage d'animation produit par Walt Disney, mort d'un cancer du poumon en décembre 1966, soit deux ans avant sa sortie.
Winnie l'ourson dans le vent est récompensé à l'Oscar du meilleur court-métrage d'animation décerné à titre posthume à Walt Disney.
Il a été scindé en plusieurs épisodes en 2011 dans le cadre des Mini-aventures de Winnie l'ourson (The Mini Adventures of Winnie the Pooh).

## Synopsis
Winnie l'ourson se rend à son lieu de prédilection pour penser mais c'est un jour venteux. Winnie est à peine assis que Grignotin surgit du sol et l'avertit qu'il doit s'en aller à cause du vent violent. Mais Winnie a mal compris son ami et s'en va souhaiter la bonne journée à chacun de ses amis de la forêt des rêves bleus. Winnie se rend d'abord chez Porcinet qui est s'envole comme un cerf-volant avec son écharpe pour seul fil d'accroche. Winnie tente de maintenir l'écharpe tandis que Grand Gourou et Petit passent à côté de lui. Il leur souhaite le bon jour. Le vent emporte Winnie et Porcinet près de la maison en bâtons de bois de Bourriquet que l'ourson fait tomber en passant. Plus loin Winnie glisse et laboure le champ de carottes de Coco Lapin l'aidant par inadvertance pour sa récolte.
Le vent dépose enfin Winnie et Porcinet dans la cabane l'arbre arboricole de Maître Hibou qui les invite. Winnie souhaite le  bonjour à Maître Hibou mais ce dernier lui réponds que c'est un simple coup de vent et non un jour particulier. Le vent continue de souffler faisant tanguer l'arbre jusqu'au point de faire tomber la cabane à l'envers. Maître Hibou accuse d'abord Winnie mais ce dernier n’est pas responsable comme le confirme Jean-Christophe. La cabane ne pouvant pas être réparée, Bourriquet se propose de chercher une nouvelle maison pour Maître Hibou qui pendant ce temps raconte d'autres histoires de sa famille. Les pages se tournent de la 41 à la 62...
À la page 62 la nuit commence à tomber mais pas le vent. Winnie est réveillé par des grognements et des crissements derrière la porte de sa maison. Lorsqu'il ouvre la porte, un visiteur inconnu surgit vêtu d'un parka jaune. C'est Tigrou, un tigre orange qui saute sur Winnie et roule avec lui dans la pièce avant de se jucher sur son ventre. Il est venu demander à Winnie du miel pour manger. Après quelques lampées de miel il déclare que les tigres ne mangent pas de miel. Avant de quitter la maison de Winnie, Trigou mentionne la présence d'éfélants et de nouïfes dans la forêt des rêves qui volent le miel. Winnie est effrayé par l'histoire de Tigrou et il décide de protéger son miel en s'entourant de tous ses pots. Il tombe de fatigue et s'endort mais ses rêves deviennent un cauchemar avec des éfélants et des nouïfes jusqu'à ce qu'une inondation causée par la pluie le réveille.
Plus tard, Porcinet est lui aussi emporté par l'inondation en dehors de sa maison. Il écrit une lettre qu'il mets dans une bouteille comme une bouteille à la mer juste avant d'être emmené avec sa chaise. Winnie apparaît juché sur une colline avec 10 pots de miel. Alors qu'il finit de manger l'un des ports les eaux l'emporte. Grand Gourou, Petit Gourou, Bourriquet, Coco Lapin et Tigrou sont tous réfugier dans la maison de Jean-Christophe construite sur la plus haute colline. Petit Gourou trouve la bouteille de Porcinet et Maître Hibou s'envole pour le prévenir que des secours arrivent.
Maître Hibou rencontre Winnie et Porcinet mais avant qu'il puisse les informer du sauvetage imminent (et leur raconter une autre de ses histoires ennuyeuses) une vague menace de tous les emporter. Winnie change de place avec Porcinet avant de plonger, et par chance la vague l'emmène droit dans le jardin de Jean-Christophe. Considérant que Winnie a sauvé Porcinet, Jean-Christophe décide d'organiser une fête célébrant l'acte héroïque de Winnie. Durant la fête Bourriquet annonce qu'il a trouvé un nouveau foyer pour Maître Hibou. Il emmène tout le monde à l'endroit de sa découverte, l'arbre abritant la maison de Porcinet qui ne semble pas connue ni par Maître Hibou ni par Bourriquet. Maître Hibou est impressionné par la maison et avant que quiconque ne l'informe du réel propriétaire Porcinet déclare que Maître Hibou doit avoir un toit. Winnie propose alors à Porcinet de venir habiter chez lui et de dédier la fête aussi à Porcinet pour son altruisme.

## Fiche technique
- Titre original : Winnie the Pooh and the Blustery Day
- Titre français : Winnie l'ourson dans le vent
- Réalisation : Wolfgang Reitherman
- Scénario : Larry Clemmons, Ralph Wright, Julius Svendsen et Vance Gerry d'après les romans d'A. A. Milne illustrés par Ernest H. Shepard
- Conception graphique :
  - Cadrage (Layout) : Don Griffith, Basil Davidovich, Sylvia Roemer et Dale Barnhart
  - Décors : Al Dempster et Bill Layne
- Animation : Ollie Johnston, Franklin Thomas, Milt Kahl, Fred Hellmich, Hal King, John Lounsbery, Dan McManus, David Michener, Walt Stanchfield et Art Stevens
- Musique :
  - Chansons : Richard M. Sherman et Robert B. Sherman
  - Arrangements et direction : Buddy Baker
- Production : Walt Disney
- Société de production : Walt Disney Pictures
- Société de distribution : Buena Vista Pictures Distribution
- Format : Couleurs (Technicolor) – 35 mm – 1,37:1 – Mono (RCA Sound System)
- Durée : 25 minutes
- Dates de sortie :
  - États-Unis : 20 décembre 1968[1]
  - France :  20 mars 1970

## Distribution

### Voix originales

#### 1erdoublage(1968)
- Sebastian Cabot : Narrateur
- Sterling Holloway : Winnie the Pooh (Winnie l'ourson)
- Paul Winchell : Tigger (Tigrou)
- John Fiedler : Piglet (Porcinet)
- Hal Smith : Owl (Maître Hibou)
- Ralph Wright : Eeyore (Bourriquet)
- Junius Matthews : Rabbit (Coco Lapin)
- Howard Morris : Gopher (Grignotin)
- Barbara Luddy : Kanga (Grand Gourou)
- Clint Howard : Roo  (Petit Gourou)
- Jon Walmsley : Christopher Robin (Jean-Christophe)

Source : Dave Smith

#### 2edoublage(2011)
- John Cleese : Narrateur
- Jim Cummings : Winnie the Pooh (Winnie l'ourson) / Tigger (Tigrou)
- Travis Oates : Piglet (Porcinet)
- Craig Ferguson : Owl (Maître Hibou)
- Bud Luckey : Eeyore (Bourriquet)
- Tom Kenny : Rabbit (Coco Lapin)
- Michael Gough: Gopher (Grignotin)
- Kristen Anderson-Lopez: Kanga (Grand Gourou)
- Wyatt Hall : Roo  (Petit Gourou)
- Jack Boulter : Christopher Robin

Note : Redoublage effectué dans le cadre des Mini-aventures de Winnie l'ourson.

### Voix françaises

#### 1erdoublage(1970)
- Roger Carel : Winnie l'ourson / Coco Lapin / Porcinet
- Jacques Hilling : Tigre Dingo (Tigrou)[NB 2]
- Henry Djanik : Maître Hibou
- Pierre Marret : Bourriquet
- Jo Charrier : Grignotin
- Micheline Dax : Grand Gourou
- Benjamin Boda : Jean-Christophe
- Michel Gudin : Narrateur

#### 2edoublage(1997)
- Roger Carel : Winnie l'ourson / Coco Lapin / Porcinet
- Patrick Préjean :  Tigrou
- Henry Djanik : Bourriquet /  Maître Hibou
- Patrice Baudrier : Narrateur
- Guy Piérauld : La Taupe
- Claude Chantal : Grand Gourou
- Jackie Berger : Petit Gourou / Jean-Christophe
- Dialogues : Louis Sauvat
- Lyrics  : Louis Sauvat et Luc Aulivier
- Direction artistique : Patricia Angot
- Direction musicale : Georges Costa
- Studio : Télétota

Ce redoublage, qui concerne le long-métrage, a eu pour but d'harmoniser les voix des trois courts, avec l'arrivée entre autres de Patrick Préjean, voix officielle de Tigrou depuis la série télévisée de 1983.

## Chansons du film
- Winnie l'ourson (Winnie the Pooh) - Chœur
- J'ai le ventre qui gargouille (reprise) - Winnie
- Le Grand Vent sifflant  (A Rather Blustery Day) - Winnie
- C'est merveilleux d'être un tigre (The Wonderful Thing About Tiggers) - Tigrou
- Les Éphélants et les Nouïfes (Heffalumps and Woozles) - Chœur
- La Pluie, pluie, pluie tombe, tombe, tombe (When the Rain Rain Rain Came Down) - Chœur
- Hip hip ourson (Hip Hip Pooh-Ray!) -  Chœur

## Distinctions

### Récompenses
- Oscars 1969 : Meilleur court-métrage d'animation (décerné à titre posthume à Walt Disney)

## Sorties cinéma
- États-Unis : 20 décembre 1968
- France :  20 mars 1970

## Sorties vidéo
Winnie l'ourson dans le vent
- Années 1980 : VHS avec 1er doublage (1970)
- 1995 : VHS (Belgique) avec 1er doublage (1970)
- 11 juillet 2000 : VHS (Québec) avec 1er doublage (1970)
- 11 avril 2006: Bonus dans les DVD du Winnie l'ourson 2 (Québec), 1er doublage

Les Aventures de Winnie l'ourson
- 25 mars 1996 : VHS (Québec), format 4/3, 1er doublage
- 5 août 1997 : VHS et Laserdisc, format 4/3, 2e doublage
- Printemps 2002 : DVD et VHS (Québec), 1er doublage
- 16 octobre 2002 : DVD et VHS, format 4/3, 1er doublage
- 23 octobre 2003 : 2 Coffrets 3 DVD, format 4/3, 1er doublage
- 20 octobre 2004 : Coffret 3 DVD, format 4/3, 1er doublage
- 19 octobre 2005 : Coffret 3 DVD, format 4/3, 1er doublage
- 5 novembre 2005 : Coffret 2 DVD, format 4/3, 1er doublage
- 26 octobre 2006 : Coffret 2 DVD, format 4/3, 1er doublage
- 26 octobre 2006 : Coffret 6 DVD, format 4/3, 1er doublage
- 1er juillet 2009 : Coffret 2 DVD, format 4/3, 1er doublage
- 2 septembre 2009 : DVD, format 4/3, 1er doublage
- 20 mars 2017 : Coffret 3 DVD, format 4/3, 1er doublage

## Origine et production
Les frères Sherman ont écrit 10 chansons pour la série des Winnie : Winnie the Pooh, Up, Down and Touch the Ground, Rumbly in My Tumbly, Little Black Rain Cloud, Mind Over Matter, A Rather Blustery Day, The Wonderful Things About Tiggers, Heffalumps and Woozles, The Rain Rain Rain Came Down Down Down et Hip Hip Pooh-Ray!
À la demande de Walt Disney, le film Winnie l'ourson dans le vent n'a été diffusé qu'en 1968 bien que la production avait débuté longtemps avant sa mort afin d'habituer progressivement le public américain à la franchise Winnie l'ourson.
Des études préliminaires avaient commencé avant la mort de Walt Disney pour un second moyen métrage et avaient été stoppée mais elles ont repris après la mort de Disney et le film n'est sorti qu'en 1968. Winnie l'ourson dans le vent dépeint les personnages de la Forêt des rêves bleus confrontés à une tempête et un déluge. Le film s'inspire principalement de quatre histoires de Milne, les chapitres II et VIII de The House at Pooh Corner (1928), les chapitres IX et V de Winnie-the-Pooh (1926) pour respectivement les éfélants et le cauchemar de Winnie. Le moyen métrage comporte ainsi une séquence où Winnie l'ourson vit un cauchemar avec des éfélants et des nouïfes,, reprenant ainsi un thème récurrent des histoires de Milne. Pour David Koenig, cette séquence est à la fois un hommage et un plagiat du concept de la parade des éléphants roses dans Dumbo (1941). Pour Mark Arnold, cette scène est « bien réalisée mais elle est plutôt pâle en comparaison de la séquence [de Dumbo] dont elle s'inspire ».
Le film était présenté lors de sa première exploitation en première partie du long-métrage Le Cheval aux sabots d'or (1968). Le film est diffusé en 1970 à la télévision dans une émission spéciale sponsorisée par Sears. Bill Cotter précise que la diffusion a été faite sur NBC le 30 novembre 1970 puis à nouveau le 12 janvier 1971, le 29 novembre 1972, le 28 novembre 1973, le 26 novembre 1974 et le 1er décembre 1978. Il a aussi été diffusé dans Le Monde merveilleux de Disney le 5 mars 1989 avec Les Cacahuètes de Donald, Pluto's Sweater et Le Nouveau Voisin.
Comme pour Winnie l'ourson et l'Arbre à miel, le disque de Winnie l'ourson dans le vent a été édité un an avant la sortie du moyen métrage et pire que pour le premier opus, aucun élément de la bande sonore du film n'apparaît sur ce disque. Pour Tim Hollis et Greg Ehrbar, cette absence s'explique car le moyen métrage n'était pas encore à cette étape de production. Une partie seulement des acteurs du premier film ont participé au second disque et l'enregistrement a eu lieu aux studios Sunset Sound Recorders. La chanson Les Éphélants et les Nouïfes (Heffalumps and Woozles) est ainsi absente du disque. Le film a fait l'objet d'une adaptation discographique en livre-disque dans la collection Le Petit Ménestrel (LLP 327) au moment de sa sortie française. Le moyen métrage a été diffusé en vidéo en 1981.

### Les personnages
Dans la version originale, la plupart des personnages ne sont désignés que par leur espèce: « Owl » = hibou, « Rabbit » = lapin, « Piglet » = porcelet, « Gopher » = thomomys, etc. Les noms de Kanga (Grand Gourou) et Roo (Petit Gourou) forment un jeu de mots, leur juxtaposition reconstituant le mot « kangourou ». Christopher Robin (Jean-Christophe en VF) est le prénom du fils d'A. A. Milne. Quant à Winnie (Winnie the Pooh ou Pooh Bear en anglais) son nom est formé de l'interjection « pooh » = pouah » et « bear » = ours.
Le personnage de Grignotin (Gopher), crédité en français de « taupe », est en fait un thomomys ou gaufre, sorte de petit rongeur terrestre proche du chien de prairie de la famille des Geomyidae que l'on trouve en Amérique du Nord. Il a été créé par Disney pour remplacer Porcinet dans le premier film, Winnie l'ourson et l'Arbre à miel, mais ce dernier est rétabli dès le deuxième pour devenir la « star » des Aventures de Porcinet en 2003. Pour John Grant, l'ajout de ce personnage est moins réussi que celui de la Poignée de porte dans Alice au pays des merveilles (1951). Tigrou est appelé « Tigre dingo » dans le premier doublage français.